# André-Charles-Victor Reille

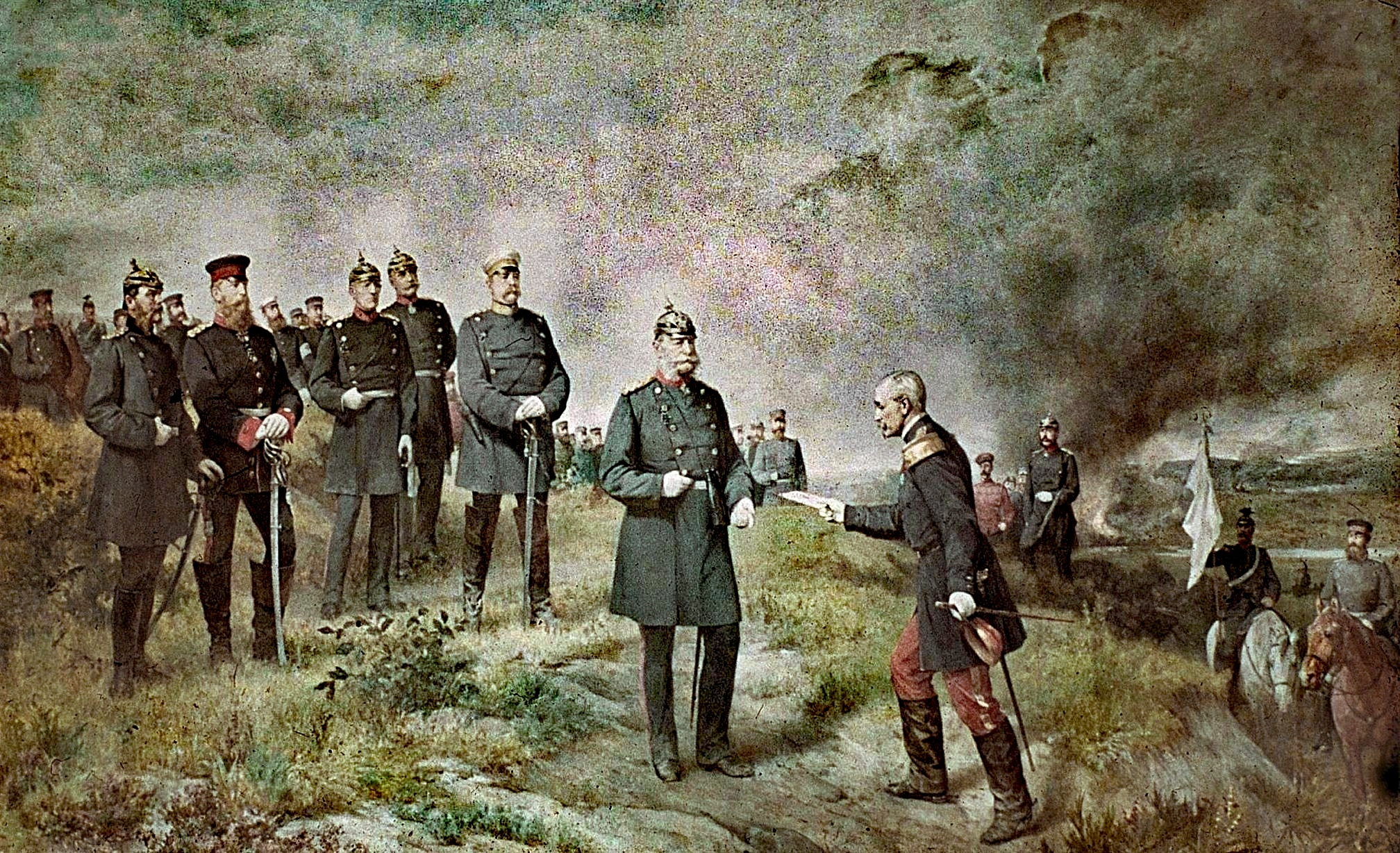
General Reille überbringt König Wilhelm I. auf dem Schlachtfelde von Sedan das Schreiben Kaiser Napoleons (Wandgemälde von Carl Steffeck (1884) für die ehemalige Ruhmeshalle Berlin. Zerstörung nach Bombentreffer um 1944)

André-Charles-Victor, comte Reille (* 23. Juli 1815; † 19. Januar 1887 in Antibes) war ein französischer General.
Reille, ein Sohn des Marschalls Honoré-Charles Reille, war seit 1860 Generaladjutant Kaiser Napoleons III. Er begleitete denselben 1870 in den Deutsch-Französischen Krieg und überbrachte am 1. September König Wilhelm von Preußen auf dem Schlachtfeld bei Sedan den Brief Napoleons, in dem dieser seine Kapitulation anzeigte.